# Polcenigo
Polcenìgo (Polcenic in friulano standard, Pulcinic in friulano storico, Al Borc nella variante locale che rimanda al termine friulano borgo) è un comune italiano di 3 095 abitanti del Friuli-Venezia Giulia e fa parte della rete dei borghi più belli d'Italia.

## Geografia fisica

### Territorio
Nel territorio sono presenti:
- Il Palù di Livenza, ampia area un tempo paludosa, come testimonia il toponimo, di interesse archeologico e naturalistico. Il Palù di Livenza è uno dei 111 siti palafitticoli preistorici attorno alle Alpi dichiarati patrimonio dell'umanità e protetti dall'UNESCO dal 2011[9].
- Le sorgenti della Livenza e la “Santissima”, che nella cartografia dell'Ottocento venivano definiti “Lago della Livenza”.
- Il parco di San Floriano, di proprietà della Fondazione Ing. Luigi Bazzi e madre Ida, ufficialmente aperto nel 1980.
- La foresta del Cansiglio, con doline e inghiottitoi disseminati in un territorio che ospita boschi lussureggianti.
- I borghi e le località di Sottocolle, Range, San Giovanni, Coltura, Mezzomonte e Polcenigo, “Borc”, con i suoi antichi palazzi e il castello che domina la vallata sottostante dove scorre il Gorgazzo.

### Clima
Siccome il borgo è locato ai piedi di una montagna, il suo clima è controllato. 
In inverno le temperature possono avere una minima di -10°C, ed in estate una massima di 40°C. 
Non mancano le piogge nel periodo tra autunno e primavera, e gli eventuali acquazzoni d'estate.

## Storia
La posizione strategica del territorio polcenighese e le sue risorse naturali hanno fatto di Polcenigo un luogo adatto agli insediamenti umani sin dai tempi preistorici. I ritrovamenti archeologici del Palù testimoniano la presenza di un villaggio di palafitte, risalente al Neolitico, che poteva contare sull'abbondanza di acqua, piante e animali selvatici forniti in grande quantità dall'area umida del Palù e dalle vicine montagne. Reperti dell'età del ferro (I-II millennio a.C.) hanno inoltre rivelato l'esistenza di una necropoli ai piedi del Colle di San Floriano, a San Giovanni.
Dopo la fondazione di Aquileia (181 a.C.), i Romani conquistarono i territori a est della Livenza: monete, fibule ed elementi in cotto sono stati ritrovati anche nei siti archeologici di Polcenigo. Tra il V e il VI secolo d.C., con la diffusione del Cristianesimo, Polcenigo divenne un rilevante centro religioso grazie alla presenza di importanti centri di culto, come la Chiesa di S. Floriano.
Nel Medioevo, quando i castelli costituivano un elemento essenziale per la difesa del territorio, Polcenigo poteva vantare un complesso di edifici fortificati, noti già alla fine del X secolo. Tra il 1000 e il 1100 tali edifici e il feudo passarono ai Signori di Polcenigo, poi divenuti conti. Nel 1420 i territori polcenighesi caddero sotto il dominio della Serenissima Repubblica di Venezia e nel 1499 furono invasi dai Turchi che ridussero Polcenigo a un cumulo di macerie.
Nei tre secoli successivi Polcenigo godette un periodo di pace e prosperità, in particolare durante il XVIII secolo che vide una grande rinascita economica, artistica e religiosa del paese. Dopo la caduta della Repubblica di Venezia (1797) il territorio fu dapprima invaso dalle truppe napoleoniche e poi da quelle austriache. Il passaggio all'Austria nel 1814 sembrò di buon auspicio, ma la crisi derivata dalla scarsa produzione nei campi e l'aspra fiscalità asburgica misero nuovamente in ginocchio la popolazione. Seguirono anni di malcontento e molti si offrirono volontari nella lotta contro la casa d'Austria. Nel 1866 il territorio fu annesso al Regno d'Italia.
Con lo scoppio della Prima Guerra Mondiale molti emigranti dovettero rientrare dall'estero, causando un improvviso aumento della popolazione e della povertà.
Il dopoguerra e il ventennio fascista alternarono periodi di forte disoccupazione ad altri di buone possibilità occupazionali. Furono realizzate le latterie di Polcenigo, Gorgazzo e Coltura, una nuova centrale idroelettrica e l'illuminazione pubblica nel centro di Polcenigo, il trasporto pubblico e il servizio postale, due scuole professionali (di disegno e per muratori) e si sistemarono le principali strade comunali. Tutto si fermò nuovamente con l'inizio della Seconda Guerra Mondiale.
Il periodo postbellico fu difficile ma caratterizzato da una lenta ripresa e il patrimonio edilizio fu restaurato e rinnovato. Nel territorio sorsero fabbriche e insediamenti industriali che crearono nuovi posti di lavoro e cambiarono gradualmente il tessuto sociale del paese.

### Simboli
Lo stemma e il gonfalone sono stati concessi con DPR del 23 febbraio 1952.
Il gonfalone è un drappo di azzurro.

## Monumenti e luoghi d'interesse

### Architetture religiose
- Chiesa di Ognissanti o della Madonna della Salute.[11]

- Chiesa di San Rocco.[12]

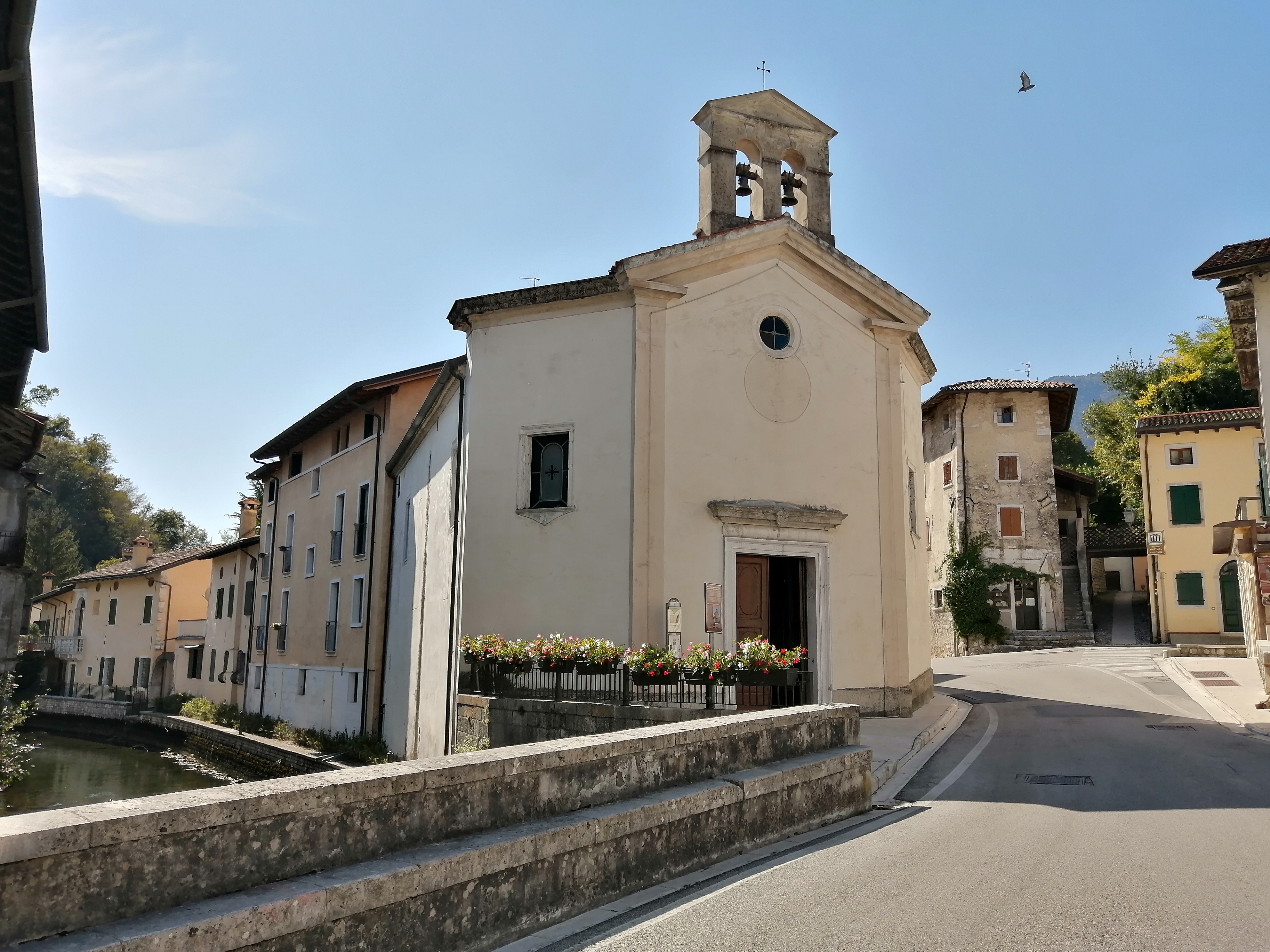
Chiesa della Madonna della Salute (già Ognissanti)

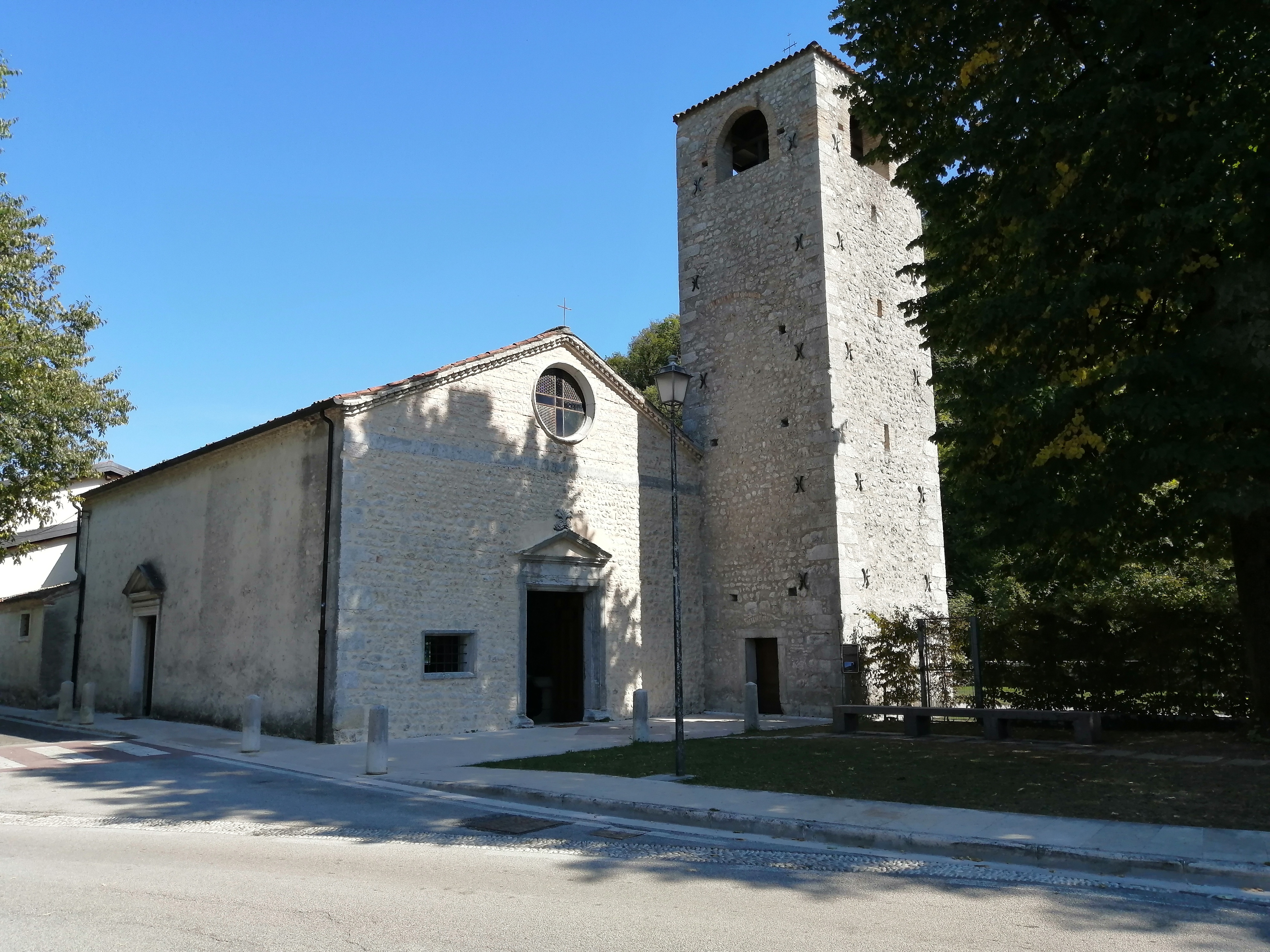
Chiesa di San Rocco

- Chiesa parrocchiale di San Giacomo Apostolo[13] (al suo interno custodisce un importante patrimonio artistico: una pala di Egidio Dall'Oglio, un coro ligneo, un organo di Pescetti ed affreschi caratterizzati da influenze di Tommaso da Modena).

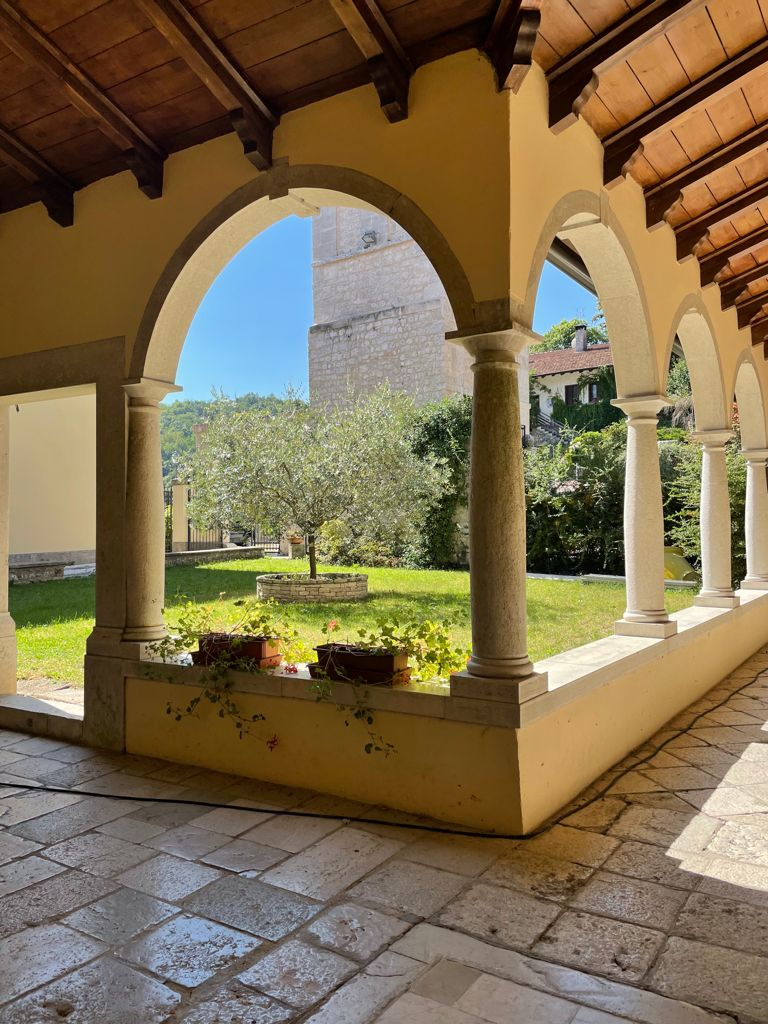
Chiostro della Chiesa di San Giacomo

- Chiesa di San Floriano,[14] sul colle omonimo.
- Chiesa parrocchiale di San Giovanni,[15] nell'omonima frazione.
- Chiesa parrocchiale di San Lorenzo,[16] a Coltura.
- Oratorio di San Michele, in zona collinare, poco sopra la frazione di Coltura.
- Santuario della Santissima Trinità,[17] nella frazione di Coltura.
- Chiesa di Sant'Antonio abate,[18] a Mezzomonte.

### Architetture civili
- Il Castello di Polcenigo, tutelato dall'Istituto Regionale per le Ville Venete e costruito su progetto di Matteo Lucchesi e su committenza di Ottavio Polcenigo nella metà del XVIII secolo sui resti del precedente castello.

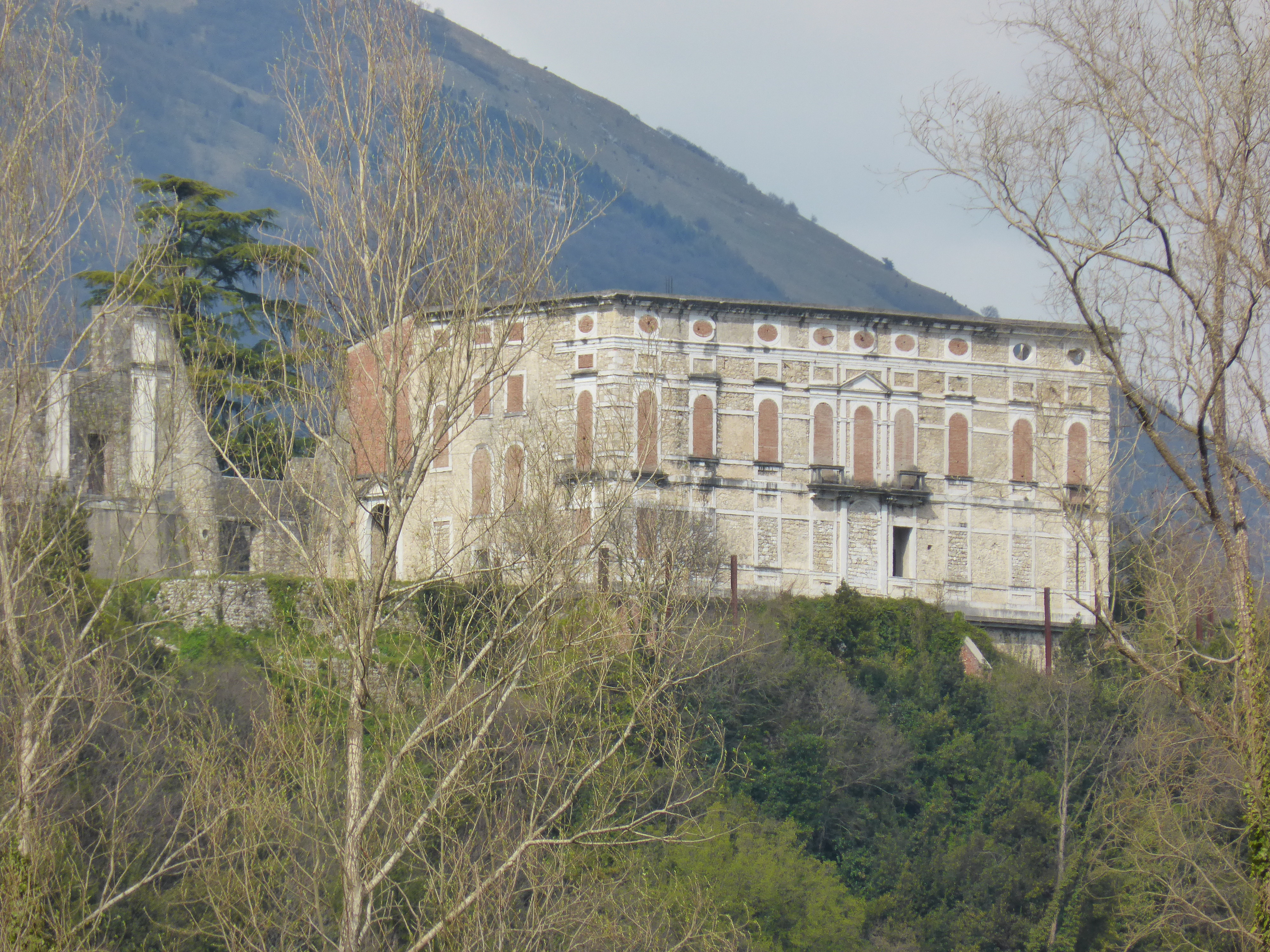
Castello di Polcenigo

- Palazzo Fullini-Zaia, settecentesca costruzione signorile fatta erigere dalla famiglia dei conti Fullini, su probabile progetto dell'architetto Domenico Rossi,[19] con sale affrescate e decorate a stucco e con originali mascheroni sulla facciata.[20] Nel 1809 ospitò il principe Eugenio di Beauharnais.[21]

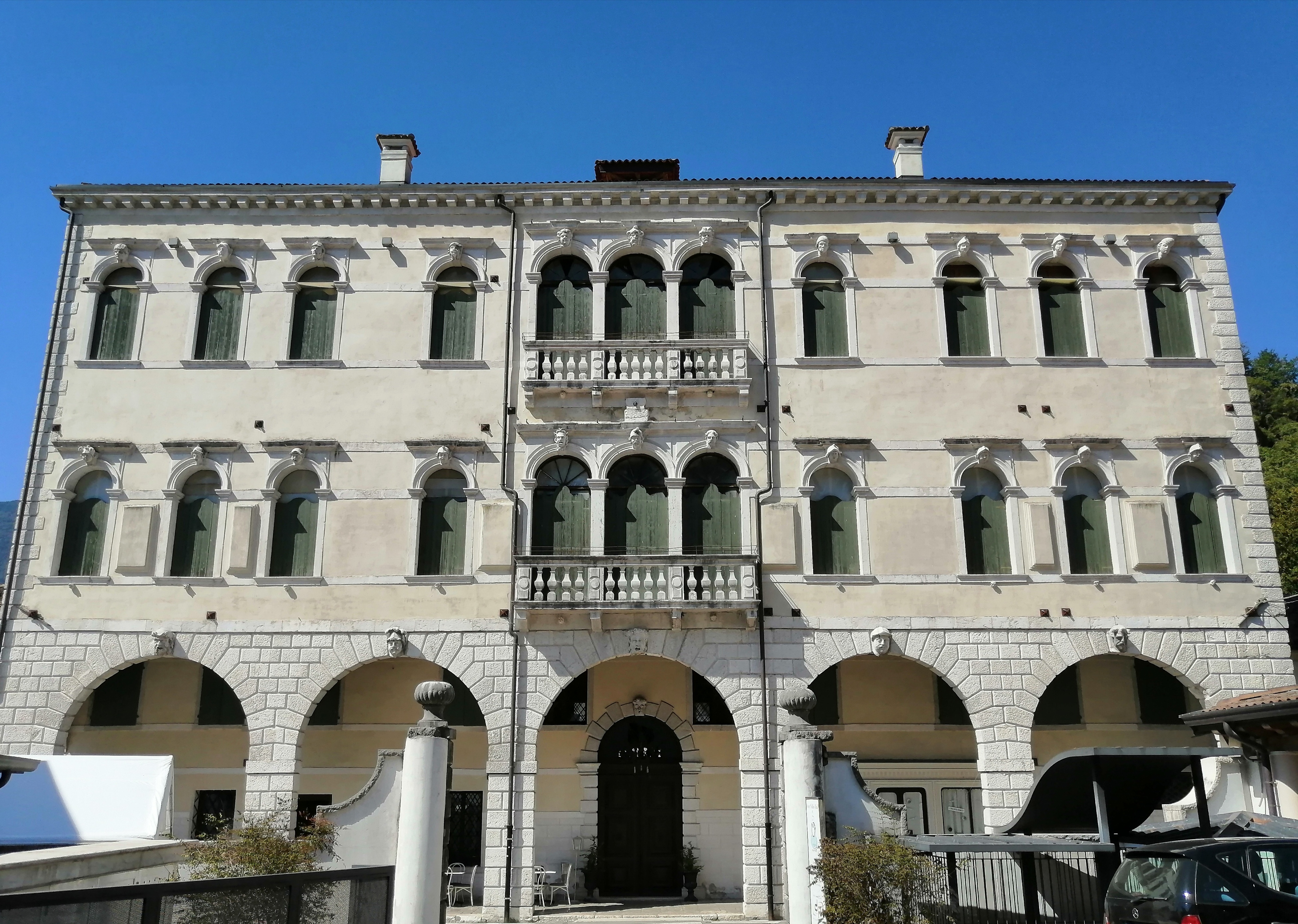
Palazzo Fullini-Zaia

- Palazzo Mainardi-Scolari-Salice, dimora gentilizia del XVI secolo. Ha un caratteristico giardino all'italiana, realizzato dall'ing. Pietro Quaglia a metà dell'Ottocento.

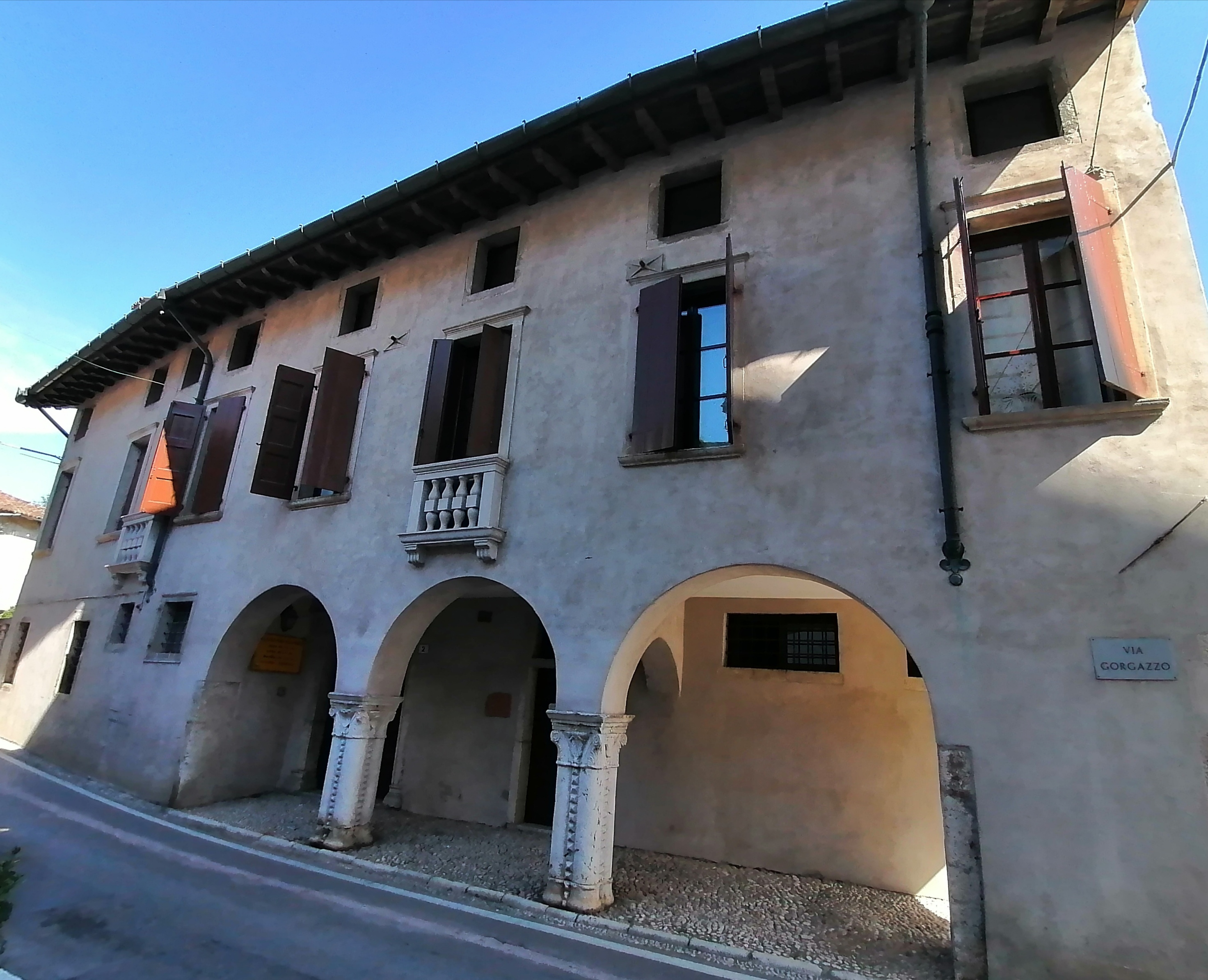
Palazzo Scolari-Salice

- Palazzo Zaro, proprietà per due secoli dei Manin che lo acquistarono dai Conti di Polcenigo.

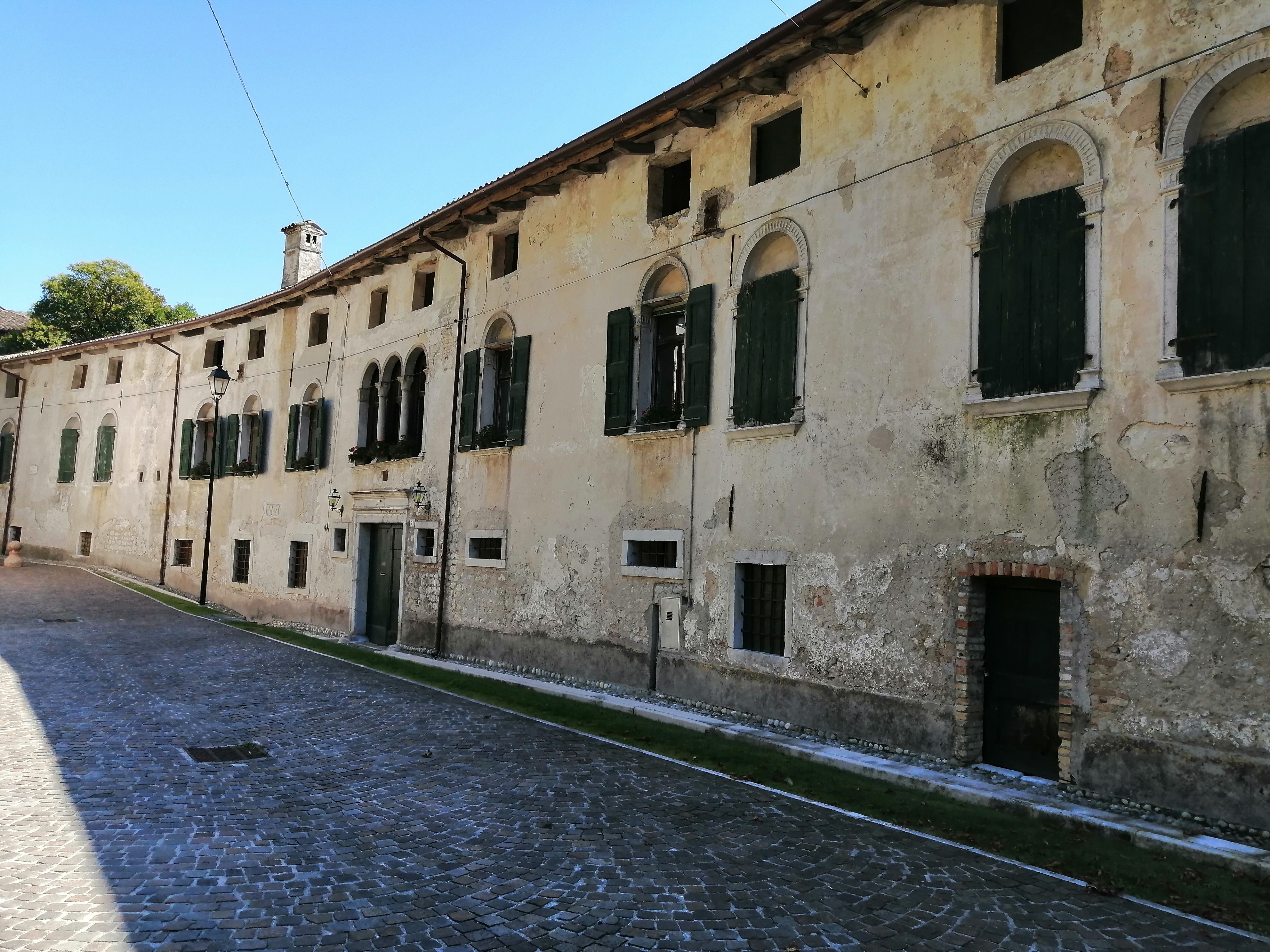
Palazzo Zaro

- Il pittoresco centro storico di Polcenigo.

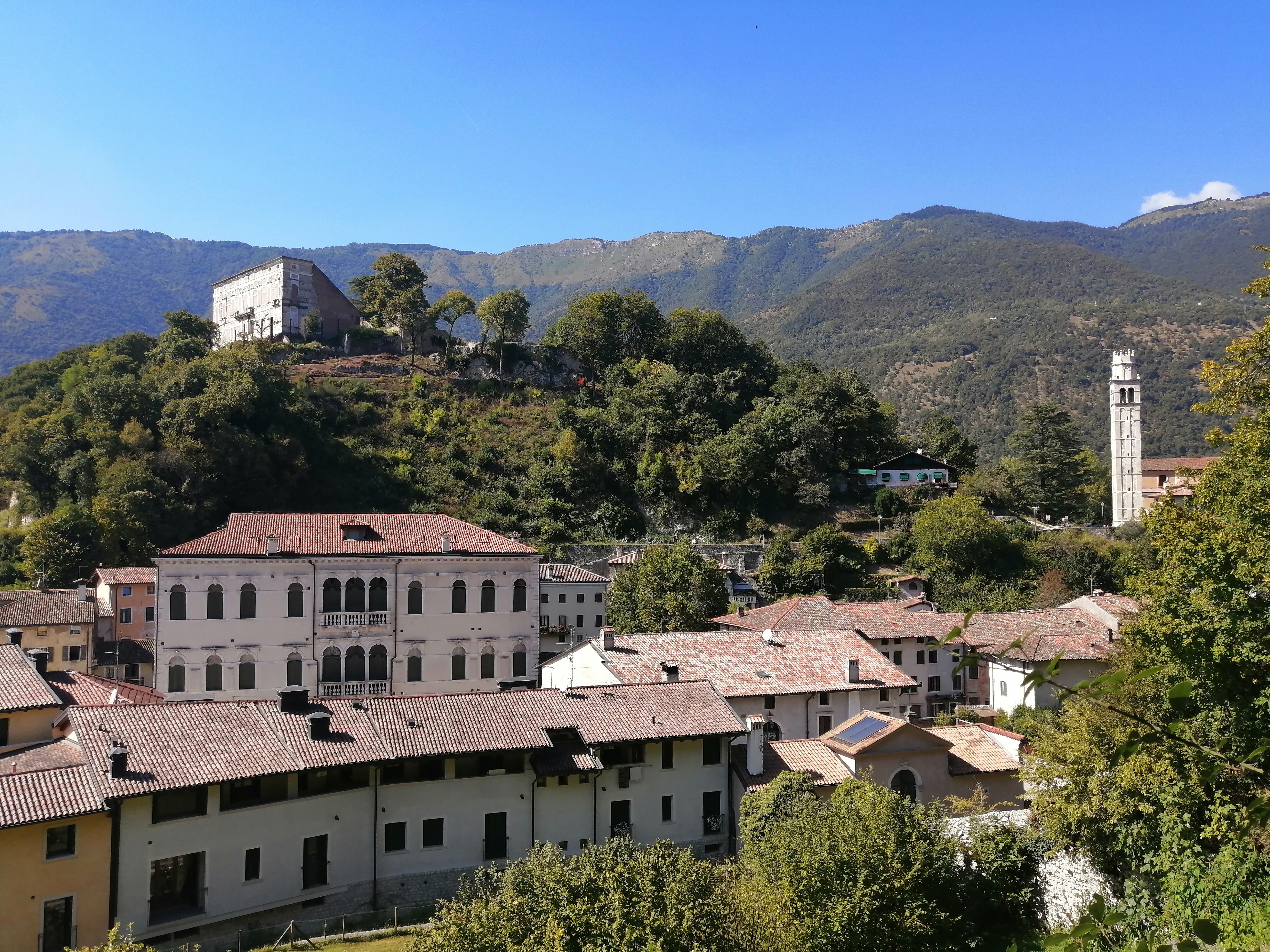
Veduta di Polcenigo

### Area archeologica
- Il sito archeologico di Palù di Livenza,[22] inserito nella lista dei patrimoni dell'umanità tra i 111 siti degli Antichi insediamenti sulle Alpi.

### Luoghi naturali
- Le sorgenti della Santissima e del Gorgazzo[23] e le acque della Livenza.
- Il Parco di San Floriano.[24]
- Col dei S'cios.

### Musei
- Museo dell'Arte Cucinaria.[25]

## Società

### Evoluzione demografica
Abitanti censiti

### Lingue e dialetti
A Polcenigo, accanto alla lingua italiana, la popolazione utilizza la lingua friulana. Ai sensi della deliberazione n. 2680 del 3 agosto 2001 della Giunta della Regione autonoma Friuli-Venezia Giulia, il Comune è inserito nell'ambito territoriale di tutela della lingua friulana ai fini della applicazione della legge 482/99, della legge regionale 15/96 e della legge regionale 29/2007.
La lingua friulana che si parla a Polcenigo rientra fra le varianti appartenenti al friulano occidentale.

## Cultura

### Eventi
- la Sagra dei Thést, la manifestazione settembrina volta a ricordare l'antico artigianato delle ceste in vimini, giunco e rafia.[29]

## Geografia antropica
Frazioni:
Gorgazzo è conosciuta per la sorgente locale posta a circa 50 metri sul livello del mare. Nelle sue profondità 9 sommozzatori hanno perso la vita, ed ora è vietata l'immersione. Il torrente Gorgazzo, dopo aver percorso pochi chilometri, si riversa nel fiume Livenza.

## Infrastrutture e trasporti
- Stazione di Budoia-Polcenigo, sulla ferrovia Sacile-Pinzano

## Amministrazione

### Sindaci dal 1995
| Periodo        | Periodo        | Primo cittadino     | Partito      | Carica  | Note |
| -------------- | -------------- | ------------------- | ------------ | ------- | ---- |
| 23 aprile 1995 | 13 giugno 1999 | Luigino Del Puppo   | Lista Civica | Sindaco |      |
| 13 giugno 1999 | 13 giugno 2004 | Luigino Del Puppo   | Lista Civica | Sindaco |      |
| 13 giugno 2004 | 7 giugno 2009  | Carlo Toppani       | Sinistra     | Sindaco |      |
| 7 giugno 2009  | 25 maggio 2014 | Luigino Del Puppo   | Lista civica | Sindaco |      |
| 25 maggio 2014 | 26 maggio 2019 | Mario Della Toffola | Lista civica | Sindaco |      |
| 26 maggio 2019 | 3 aprile 2023  | Mario Della Toffola | Lista civica | Sindaco |      |
| 3 aprile 2023  | in carica      | Antonio Del Fiol    | Lista civica | Sindaco |      |

## Galleria d'immagini

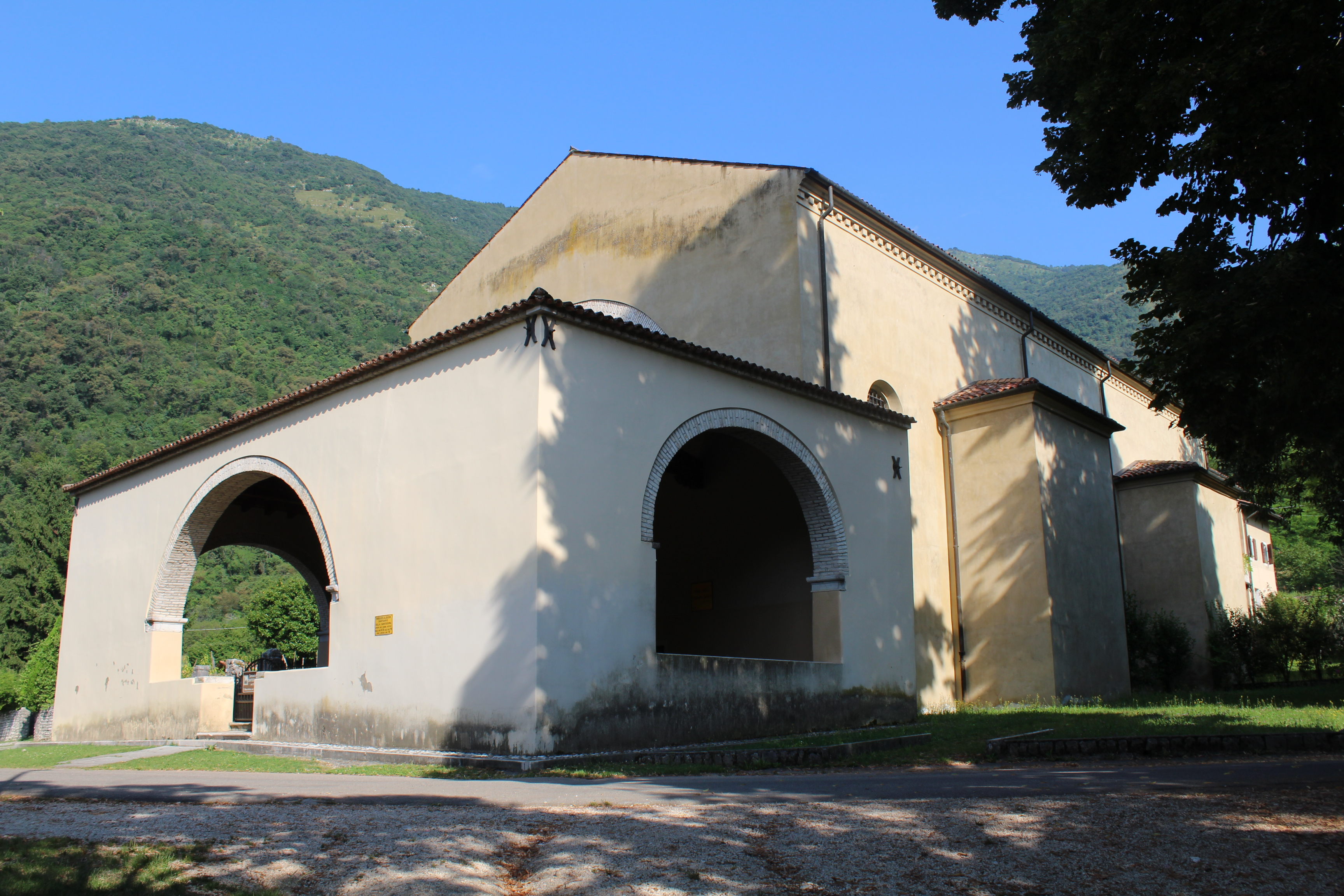
Il santuario della Santissima Trinità alle sorgenti del Livenza a Coltura

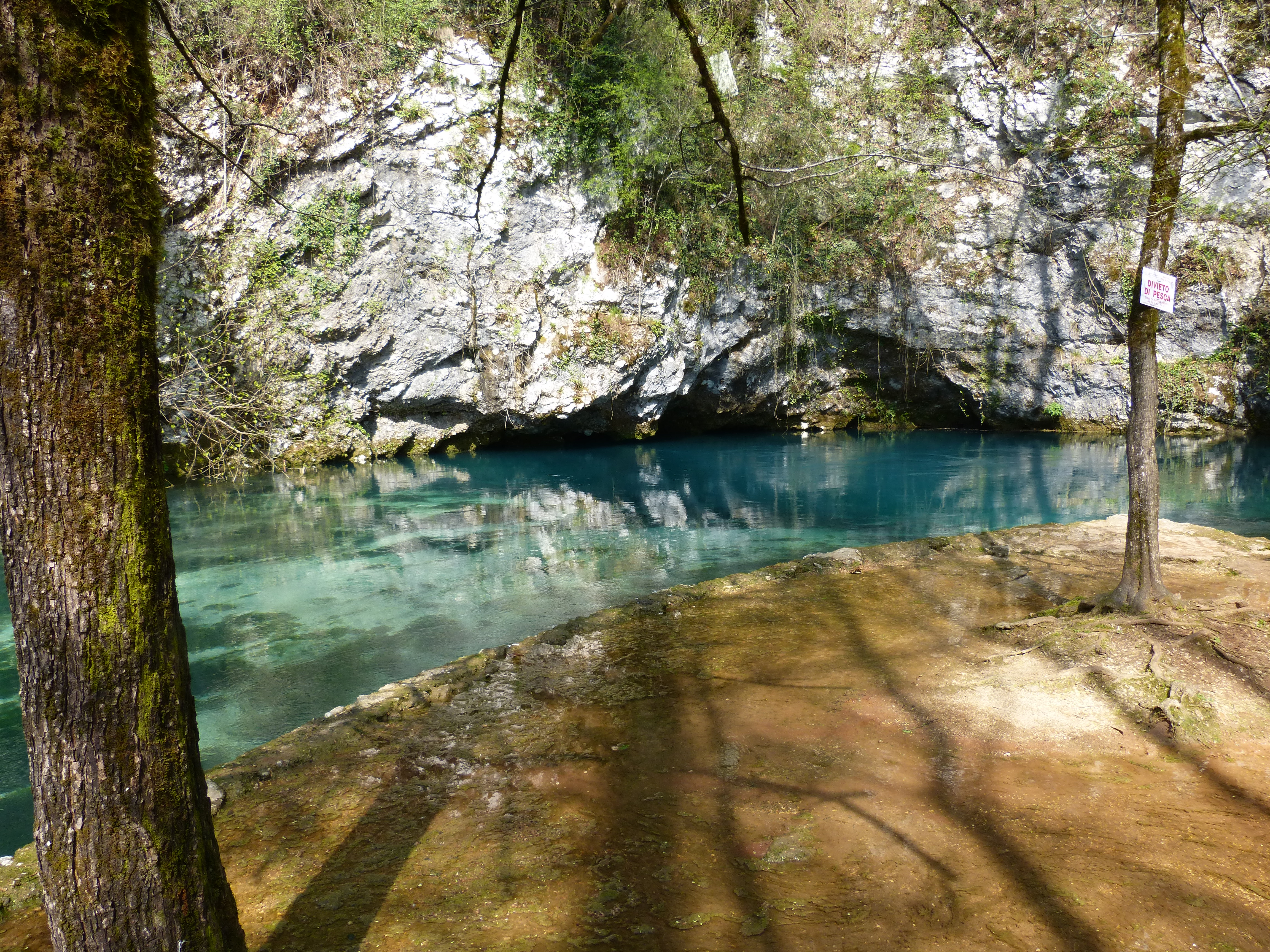
La sorgente del torrente Gorgazzo nell'omonima borgata
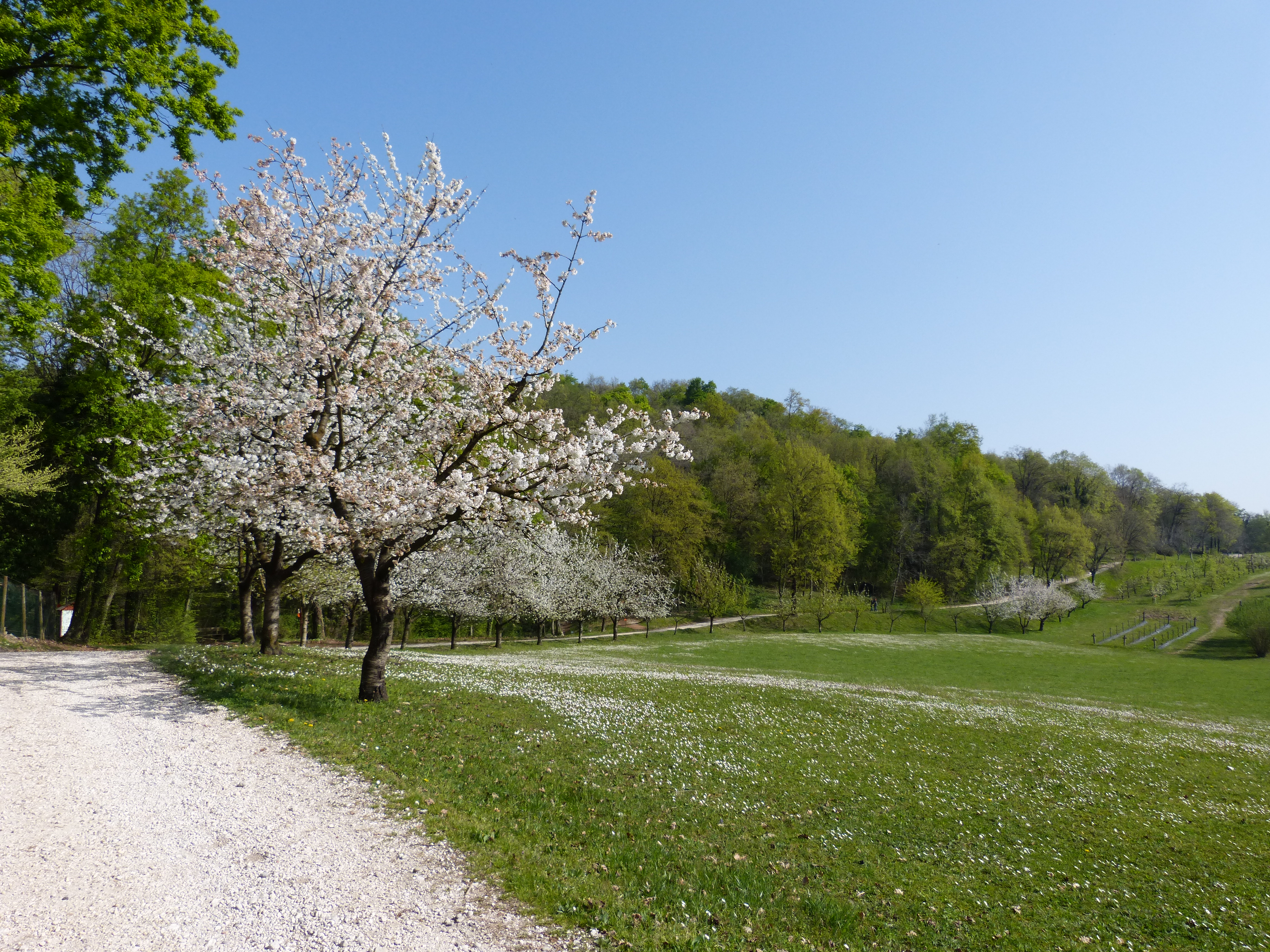
Parco di San Floriano
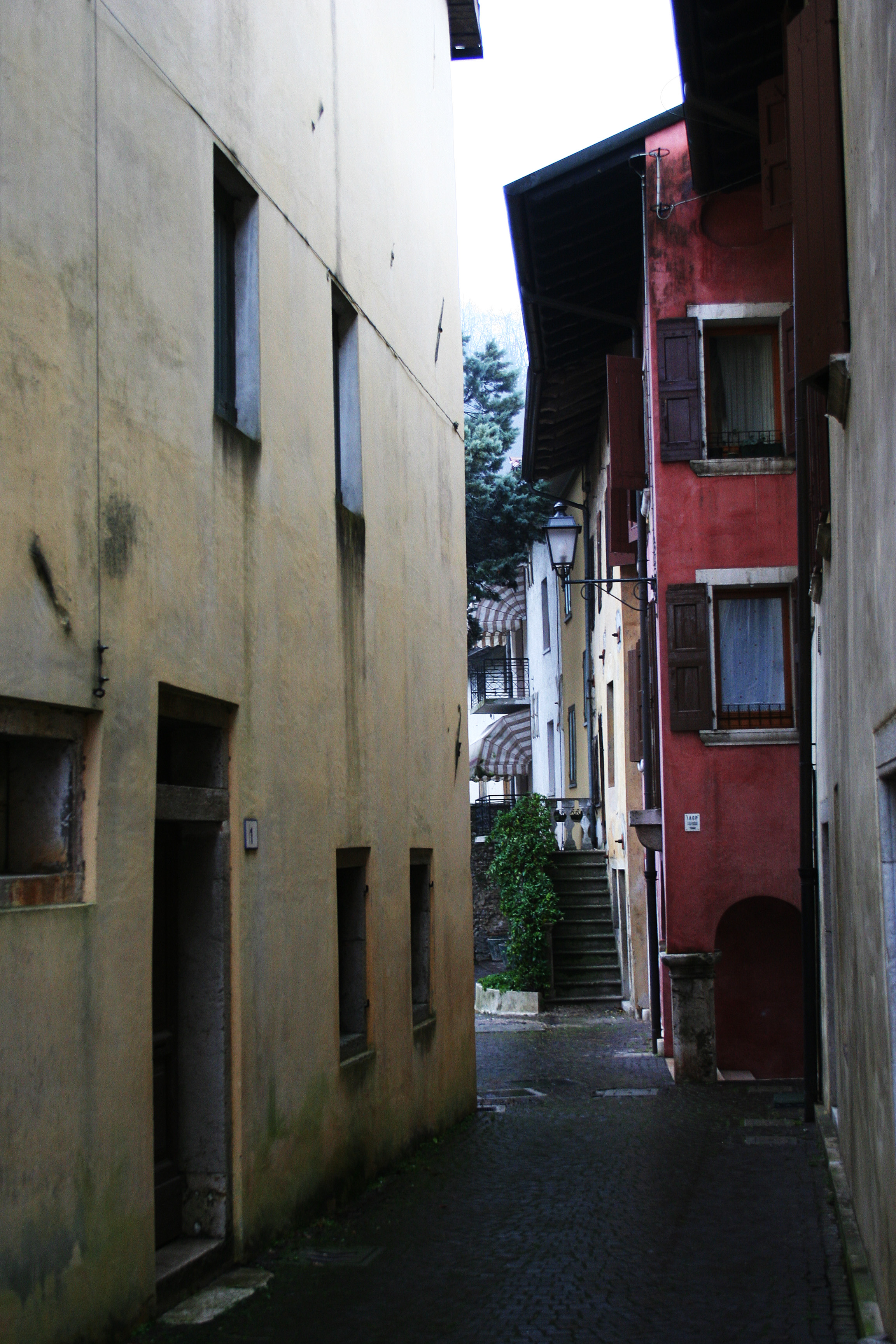
Vicolo del paese
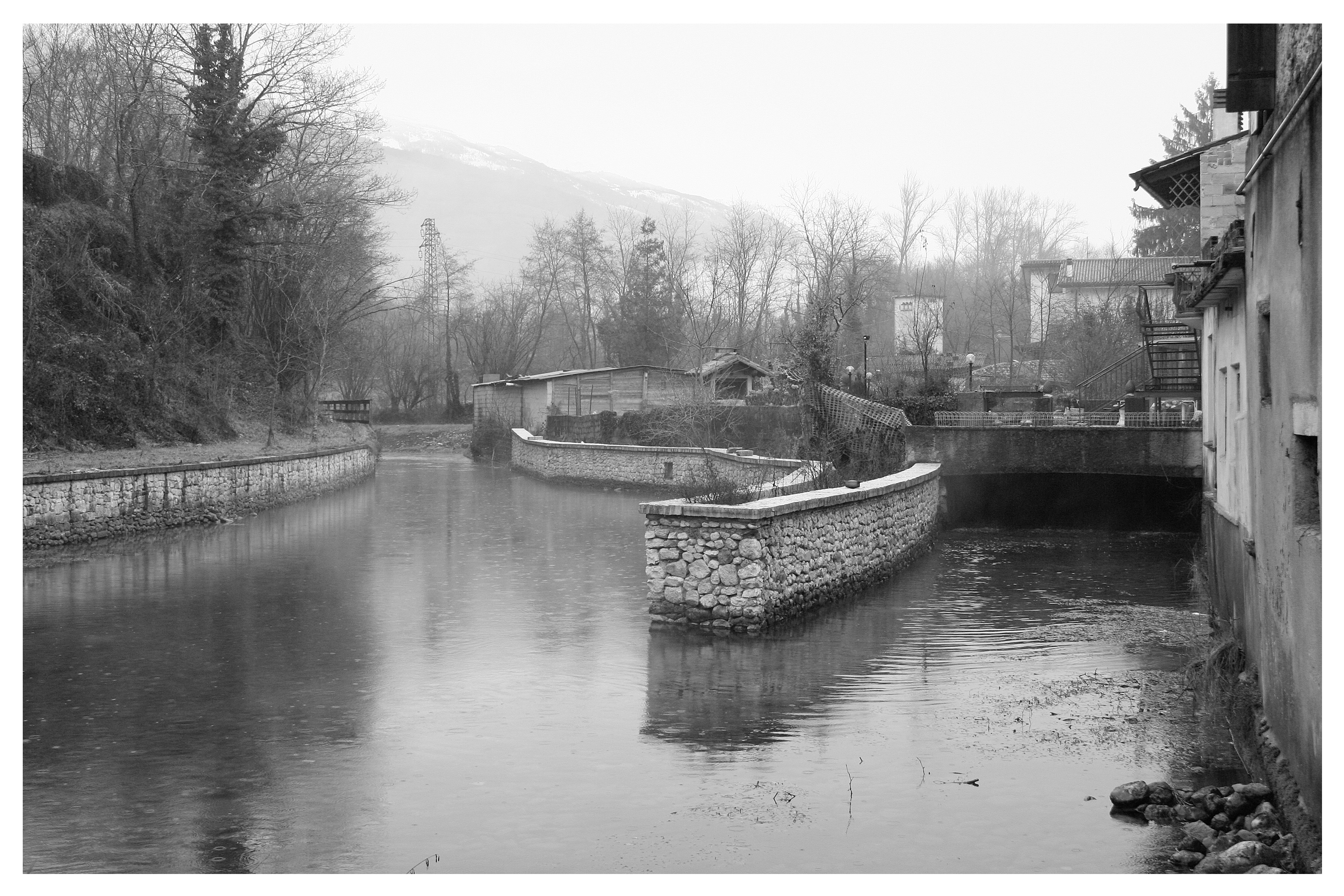
Vecchio mulino sul torrente Gorgazzo
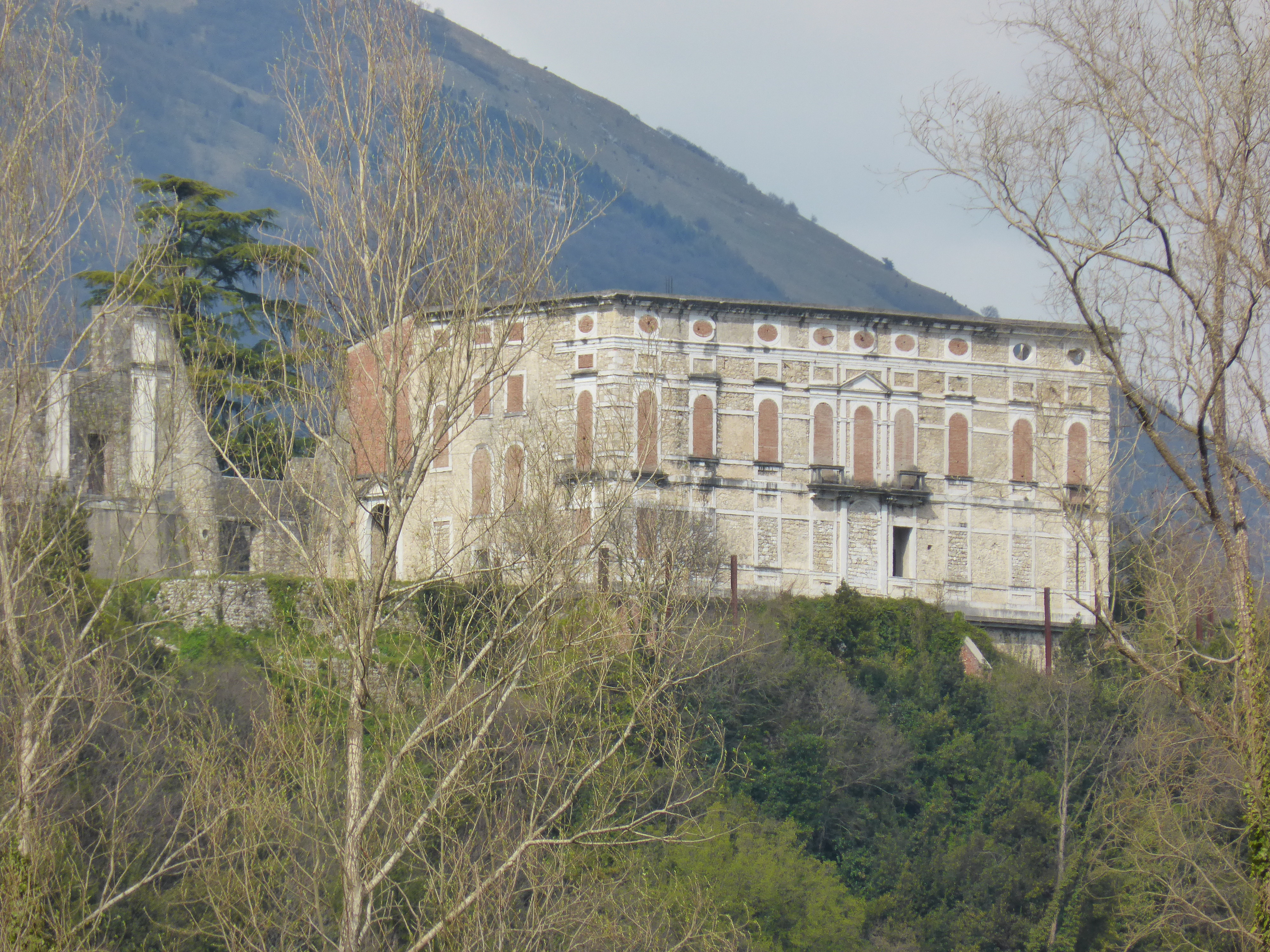
Castello di Polcenigo